# Парча

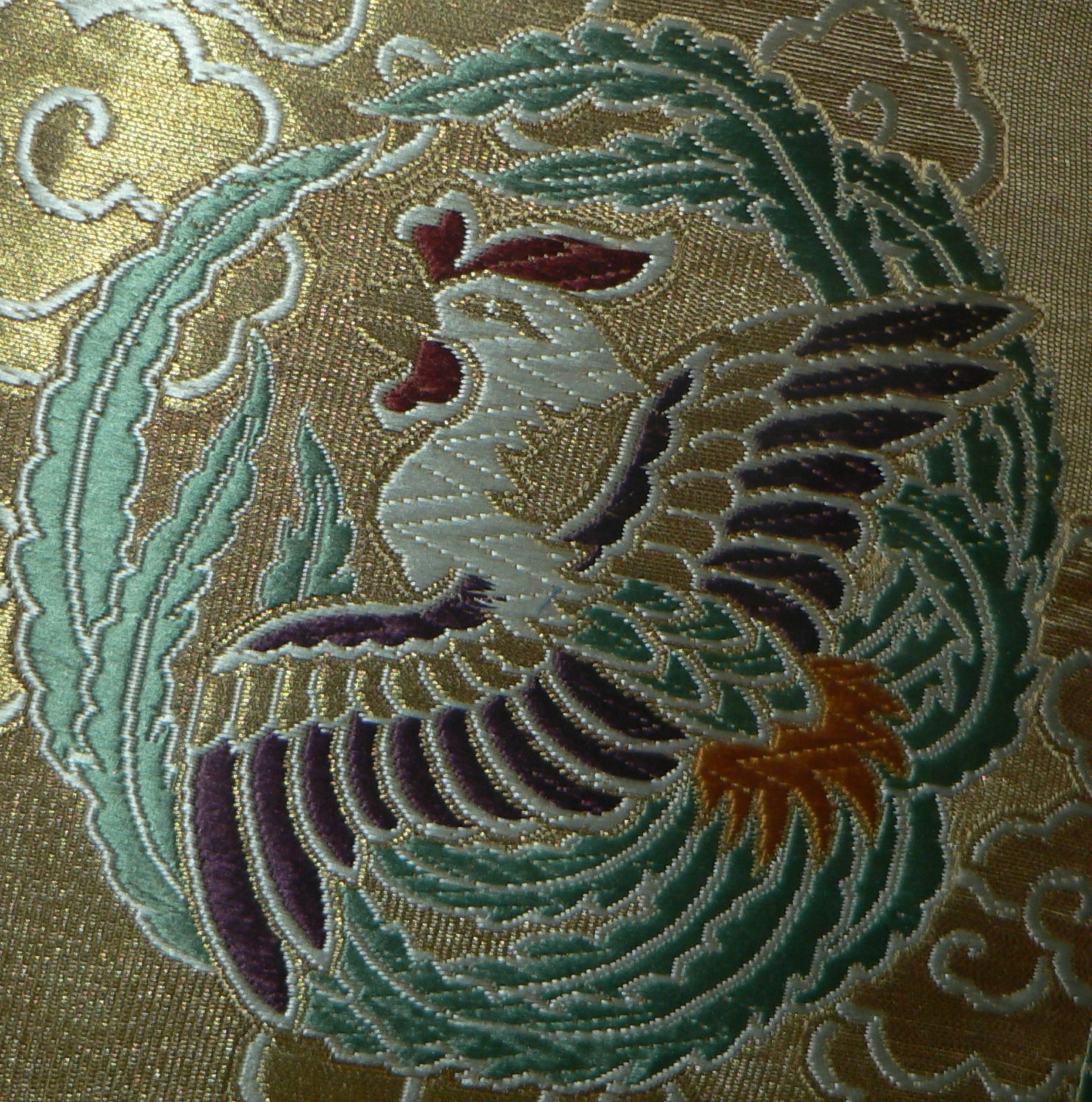
Парча

Парча́ — художньо-декоративна тканина з шовковою основою, вона містить у пітканні (рідше — в основі) металеві нитки із золота, срібла (або матеріалів, що їх імітують). Слово «парча» має перське походження.

## Історія
Золоті і срібні нитки в парчі у давнину робилися з чистого дорогоцінного металу, пізніше із сплавів з незначним вмістом дорогоцінних металів . Зазвичай металевою стрічкою обвивають шовкову або бавовняну (мішура) нитку, за рахунок чого досягається необхідна гнучкість тканини та достатня масивність і блиск. Оскільки парчеві вбрання були особливо затребувані духовенством, виробництво дорогоцінних тканин розташовувалося, як правило, у містах, які перебували поблизу від культових релігійних центрів. Втім, не тільки священнослужителі хизувалися в парчевих одежах. Дорога тканина припала до смаку і членам королівських сімей у Європі, куди мода на парчу прийшла з Візантії. Парча, вироблена в Візантійській імперії для європейських королівських дворів, прикрашалася багатою вишивкою, самоцвітами і золотом. Зрозуміло, така тканина не могла коштувати дешево — вона цінувалася вище дорогоцінних металів і хутра і була доступна лише найбагатшим людям. Візантійські майстри ретельно зберігали секрет виготовлення парчі і суворо карали тих, хто намагався його вивідати. Але, хоча розкриття секретів виробництва парчі у Візантії було рівносильно державній зраді, з часом парчу навчилися ткати в усьому світі. У середні століття секретами ткацтва парчі вже володіли не тільки візантійські, але й сицилійські, італійські, французькі та іспанські майстри.
Парчеві вбрання — безсумнівна ознака багатства і влади. І в казках, і в реальності лише найзнатніші і найбагатші люди могли дозволити собі розкішні вбрання з парчі.
Виготовляти парчу почали ще на початку нашої ери в Китаї, потім мистецтво виготовлення парчі досягло країн Малої Азії (Сирія, Персія та інших), а пізніше півдня Європи (Сицилія, Візантія, Італія, Іспанія, Франція). В Росії перші спроби виробництва парчі припадають на кінець XVI століття.
У міру поширення парчі та зміни технології її виробництва, ціна на цю тканину зменшувалася. Вже наприкінці вісімнадцятого століття парча застосовувалася не тільки для виготовлення нарядів для духовенства і знаті, але і при виробництві взуття та жилетів. Пізніше тканину стали використовувати для декорування будинку, наприклад, як оббивний матеріал або завіси.
Двадцяте століття внесло свої корективи у виробництво парчі. Нові технології та матеріали допомогли значно спростити і здешевити виробництво. Сучасна парча значно легше по вазі і зручніше в носінні, та й вартість її куди менше, ніж у дорогоцінної тканини-попередниці. Проте, сучасні варіанти класичної парчі з боку виглядають не менш шикарно, ніж тканина, яка в минулі часи використовувалася для виготовлення королівських шат.

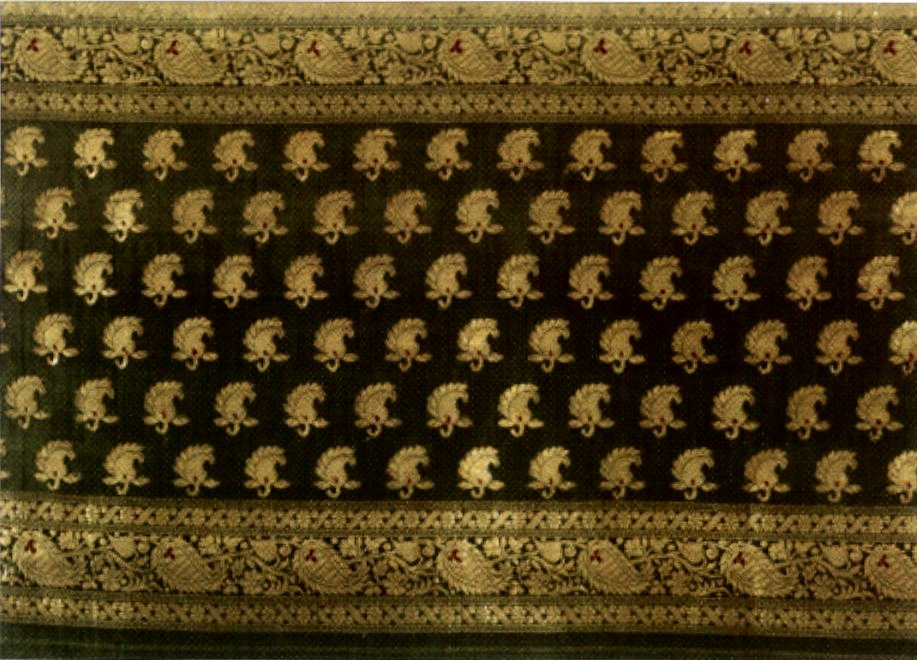
Чорна парча для сарі, Варанасі, Індія.
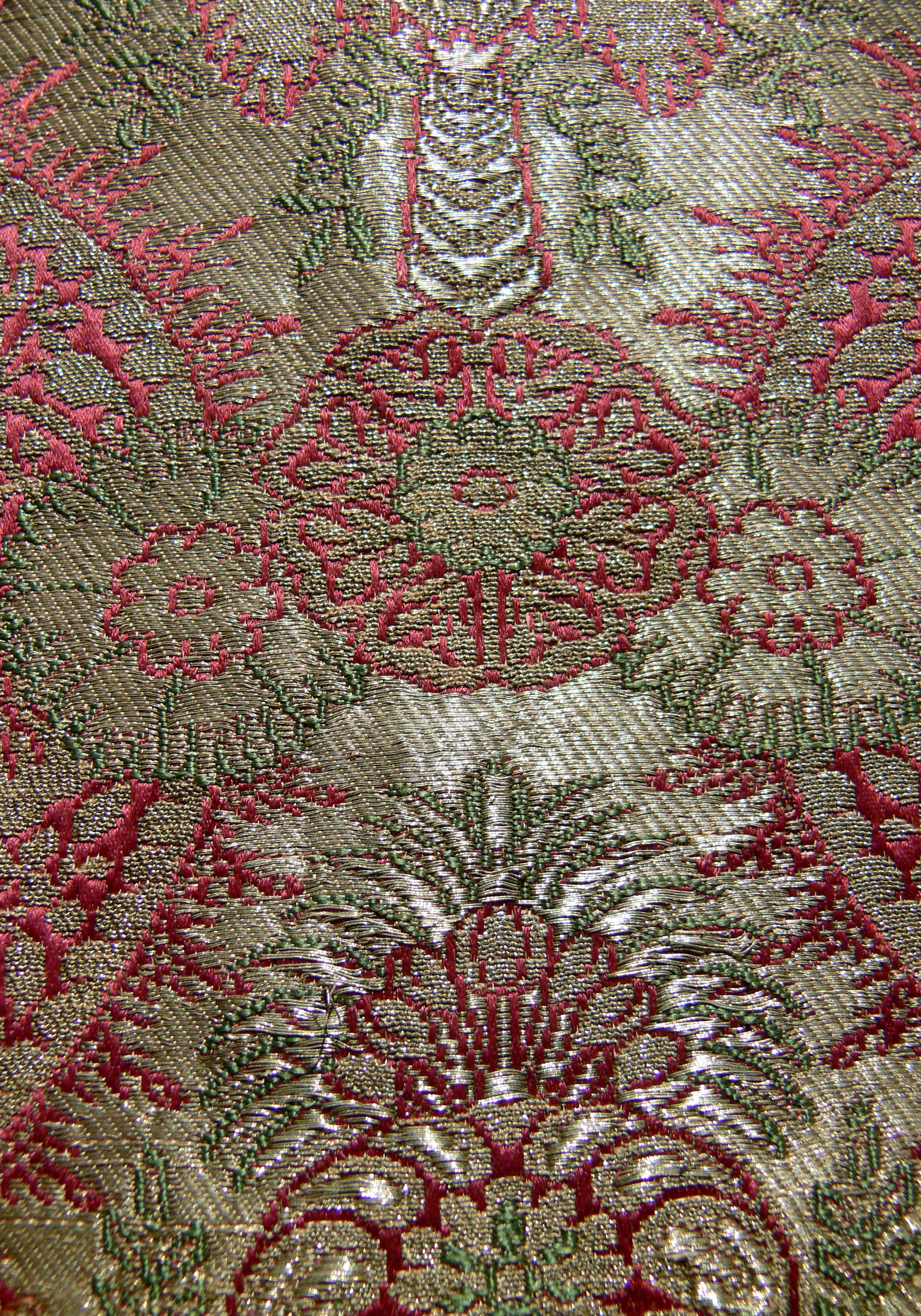
Парча 1727 р. Бамберг.
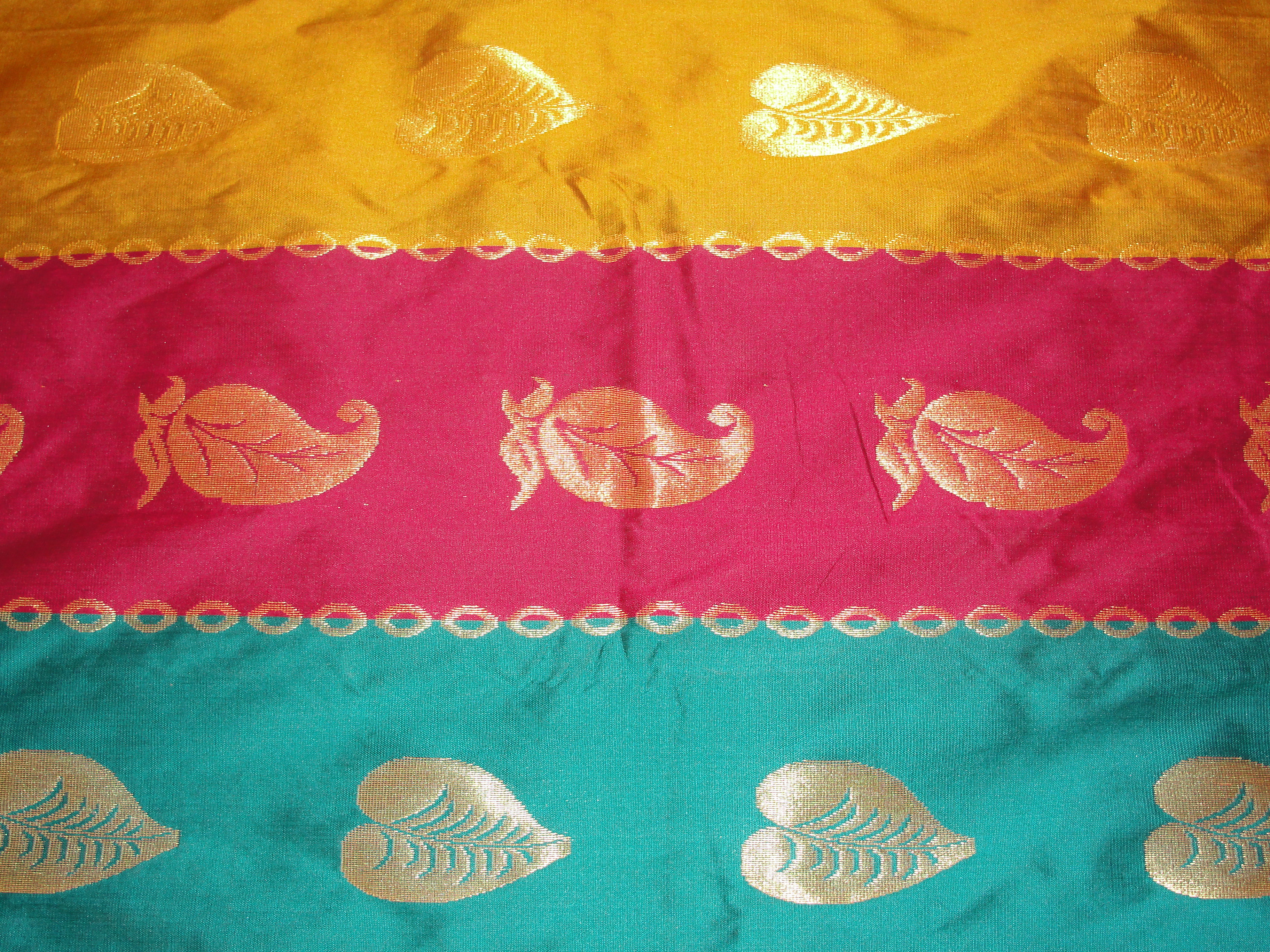
Кольорова парча для сарі, Варанасі, Індія.